# Krupnioki śląskie
Krupnioki śląskie – zaliczane są do wędlin podrobowych, nietrwałych, parzonych, z przyprawami, w osłonce naturalnej. Średnica pęt wynosi 30–40 mm, długość 15–25 cm, zaś masa jednostkowa jednego wynosi 200–300 g.
Obszar geograficzny wytwarzania „krupnioków śląskich” obejmuje teren województw śląskiego i opolskiego oraz gminę Dziadowa Kłoda (powiat oleśnicki, województwo dolnośląskie).
„Krupnioki śląskie” to wyroby w osłonce naturalnej. Charakteryzują się czystą powierzchnią, lekko wilgotną. Osłonka ściśle przylega do farszu, którego stopień rozdrobnienia nie przekracza 5 mm. Surowce na przekroju muszą być równomiernie rozłożone, konsystencja ścisła, plastry o grubości 10 mm nie mogą się rozpadać, niedopuszczalne są skupiska niewymieszanych składników.
Zawartość tłuszczu wynosi nie więcej niż 35%, zawartość soli nie więcej niż 2,5%, zawartość azotanów i azotynów (w przeliczeniu na NaNO2 mg/kg) nie więcej niż 50.
„Krupnioki śląskie” były obecne na stołach od początku badań etnograficznych poświęconych potrawom spożywanym na obszarze Śląska. Najstarsze wzmianki pochodzą z końca XVIII w. ze wsi w pobliżu Gliwic. Liczne zapisy pojawiają się w źródłach XIX-wiecznych. „Krupnioki śląskie” występowały m.in. w jadłospisach weselnych, zaś ich upowszechnienie na stołach śląskich nastąpiło w latach 30. XIX w. Miało to niewątpliwy związek z dynamicznym wzrostem w XIX w. pogłowia zwierząt domowych, w tym świń, na Śląsku. Wówczas powszechne stało się wykorzystywanie głowizny ubijanych zwierząt gospodarskich, jako jednego ze składników surowcowych do produkcji krupnioków. Popularność „krupnioków śląskich” w XIX w. rosła również za sprawą rozwoju górnictwa na Śląsku. Wiąże się to z faktem, że osoby ciężko pracujące w kopalniach węgla kamiennego musiały jeść kaloryczne i pożywne posiłki, aby mieć siłę do ciężkiej pracy.
Wyrób „krupnioków śląskich” nierozerwalnie związany był ze świniobiciem, które było specyficznym i ważnym rytuałem na Śląsku. Od XIX w. wielu Ślązaków mieszkających w centrach przemysłowych nie miało takich możliwości jak ludzie mieszkający na wsi, posiadający swoje pole czy sad. Mieszkańcy miast mieli do dyspozycji mały ogródek i chlewik, gdzie utrzymywali świnie, króliki i gołębie. Do świniobicia angażowani byli wszyscy członkowie rodziny, zaś mistrzem ceremonii był zamówiony na ten dzień masarz. Po uboju krew wykorzystywano przy produkcji salcesonów i „krupnioków śląskich”, a tradycją było robienie dużej ilości tych ostatnich, aby obdzielić rodzinę i sąsiadów, którzy przynosili resztki i obierki, aby pomóc rodzinie wykarmić trzodę. Zwyczajowo gospodarze dzielili się wyrobami ze świniobicia, w tym „krupniokami śląskimi” z nieobecnymi przy tym bliskimi. Surowce wykorzystywane do wyrobu tego produktu pozwalały w optymalny sposób zagospodarować podroby wieprzowe po świniobiciu. Było to bardzo ważne również z ekonomicznego punktu widzenia dla rodzin górniczych, które zwłaszcza w XIX w. nie dysponowały dużymi budżetami domowymi.
„Krupnioki śląskie” wyróżniają się wśród innych produktów należących do tej samej kategorii dużą kalorycznością, wyrazistym smakiem i zapachem oraz kruchą strukturą. Wynika to nie tylko z innych proporcji składu surowcowego w porównaniu do innych produktów podrobowych tego typu, ale również z umiejętności i doświadczenia wytwórców potrafiących uzyskać produkt o charakterystycznych cechach organoleptycznych. „Krupnioki śląskie” zawdzięczają wyżej wymienione cechy głównie zharmonizowanemu połączeniu wszystkich surowców i przypraw, w szczególności wybranej kaszy, wątroby, cebuli i pieprzu, które nadają specyficznych walorów smakowo-zapachowych gotowemu produktowi.
Podstawową różnicą w składzie surowcowym „krupnioków śląskich”, w porównaniu do podobnych produktów, jest niższy w nich udział kaszy wynoszący 15%, podczas gdy w innych wyrobach udział ten kształtuje się na poziomie 20–25%. Surowce „krupnioków śląskich” aż w 85% są pochodzenia zwierzęcego i jest to najwyższy udział spośród tradycyjnych produktów tej kategorii (75–80% surowców pochodzenia zwierzęcego dla pozostałych wyrobów), co udokumentowane jest w przepisach wewnętrznych nr 21 Centrali Przemysłu Mięsnego z 1964 r.